# Лосано, Матео
Матео Себастьян Лосано Аналуиса (исп. Mateo Sebastián Lozano Analuisa ; род. 27 марта 2006) — эквадорский футболист, полузащитник клуба «Эль Насьональ».

## Клубная карьера
Лосано — воспитанник клуба «Эль Насьональ». 3 марта 2024 года в матче против «Универсидад Католика Кито» он дебютировал в эквадорской Примере. 